# St. Kilian (Schleusingen)
St. Kilian (bis 1929 Raasen) ist ein Ortsteil der Stadt Schleusingen im Landkreis Hildburghausen in Thüringen.

## Geografie
St. Kilian liegt am Südhang des Thüringer Waldes überwiegend in Tallage am Breitenbach, der südlich des Ortes in die aus Erlau kommende Erle mündet.

## Geschichte
St. Kilian wurde 1187 erstmals als Kapelle zu Erla, die zum Kloster Veßra gehörte, urkundlich erwähnt. Sie befand sich beim Dorf Raasen, am Breitenbach gelegen, und entwickelte sich zu einem Kirchhügel mit Chorturmkirche, Pfarrhaus, Spital und weiteren Nebengebäuden sowie mit einem Friedhof. Bis 1815 gehörte der Ort zum hennebergischen bzw. kursächsischen Amt Schleusingen und gelangte dann an den Kreis Schleusingen der neugebildeten preußischen Provinz Sachsen, bei dem er bis 1945 verblieb. Im Jahre 1929 wurde der Gutsbezirk St. Kilian in das Dorf eingemeindet. Dabei erhielt die Landgemeinde Raasen den neuen Namen St. Kilian.
Am 3. Oktober 1991 wurde St. Kilian in die Gemeinde St. Kilian eingegliedert. Diese wurde am 6. Juli 2018 nach Schleusingen eingemeindet.

## Sehenswürdigkeiten
- In St. Kilian steht eine gleichnamige Kirche aus dem Jahr 1690.

## Verkehr
Direkt durch St. Kilian führt die Friedbergbahn nach Schleusingen und Suhl, welche 1997 stillgelegt wurde. Jedoch plant ein Museumsbahnverein, die Strecke im Museumsverkehr zu befahren. Der nächstgelegene regulär bediente Bahnhof befindet sich in Suhl und bietet nahezu stündliche Verbindungen nach Erfurt sowie Meiningen und Würzburg.
St. Kilian ist mit den umliegenden Orten über ein beschildertes Radwegenetz verbunden. Nachdem die alte Verbindung im Zuge der Vergrößerung des Behälterglaswerkes unterbrochen wurde, besteht seit Mai 2020 ein neuer Radweg entlang der L 3247 nach Schleusingen.
Der Ort ist mit zwei Haltestellen in das Netz des WerraBus, einer Marke der RBA Regionalbus Arnstadt GmbH, integriert. Die Haltestelle Abzweig St. Kilian befindet sich dabei einige hundert Meter vom Ortskern entfernt an der L 3247. Regelmäßige Verbindungen bestehen auf folgenden Linien:
- 200 Suhl–Hirschbach–Erlau–Abzweig St. Kilian–Schleusingen–Gottfriedsberg–Hildburghausen (stündlich, am Wochenende zweistündlich) → in Suhl Anschluss an den Regionalexpress von/nach Erfurt
- 201 Suhl–Altendambach–Hirschbach–Erlau–St. Kilian–Breitenbach–Schleusingen (dreistündlich, kein Wochenendverkehr)
- 203 Suhl–Hirschbach–Erlau–Abzweig St. Kilian–Schleusingen–Ratscher–Waldau–Schönbrunn–Masserberg (zweistündlich, Mo–Fr)

An der südlichen Flurgrenze führt über die Talbrücke St. Kilian die A 73. Über die nahegelegenen Anschlussstellen Schleusingen und Suhl-Friedberg besteht Anschluss in Richtung Erfurt/Schweinfurt und Coburg/Nürnberg.

## Persönlichkeiten
- Ernst Heß (1880–1945), kommunistischer Widerstandskämpfer gegen das Naziregime
- Fritz Neidholdt (1887–1947), Generalleutnant der Wehrmacht